# رضوان السید
رَضْوان السیّد (متولد سال ۱۹۴۹ میلادی در روستای ترشیش استان جبل لبنان) نویسنده و روشنفکر لبنانی است. رضوان السید از نویسندگان فعال و پرکاری است که بیشتر در حوزه تاریخ اندیشه سیاسی می‌نویسد و علاوه بر آثار برجسته‌ای را در همین حوزه‌ها، از انگلیسی به عربی برگردانده‌است. از زمرة دیدگاه‌های جالب توجه او تحلیل شهر و دولت در اسلام از دیدگاه ابوالحسن ماوردی و ابن خلدون است.
وی استاد فلسفه دانشگاه لبنان (الجامعه اللبنانیه) است و به عنوان استاد مهمان در مرکز مطالعات خاورمیانه دانشگاه هاروارد و شیکاگو نیز تدریس کرده‌است.
فلسفه و کلام اسلامی، فلسفه سیاسی اسلام، فقه اسلامی، تاریخ اسلام، جامعه‌شناسی فرهنگی و سیاسی و فلسفه دین از حوزه‌های پژوهشی مورد علاقه وی به‌شمار می‌آید.
از جمله کتب وی می‌توان به اسلام معاصر، بحران اندیشه سیاسی عربی، مسئله تمدن و ارتباط تمدن‌ها، مسائل سیاسی اسلام معاصر و شرق شناسان آلمان اشاره کرد.